# HR (雑誌)
『HR』（エイチアール）は、2010年3月に創刊された株式会社グラフィティ発行の高校生向け情報誌。毎偶数月10日に発売される。2017年12月8日の第47号を以て休刊した。
誌名のHRは「ハイスクールリアルマガジン」(英語: High school Real magazine )の略語からであるが、「トーキョーグラフィティ @school エイチアール」という別タイトルも冠している。（Home Room　高校の「学活」）にちなむとも思われるが未詳。

## 特徴
「HR」の文字が入った大きな吹き出しの描かれた表紙が特徴。毎号、一般の高校生がメインとして掲載されている。 毎号特集が組まれ、現役のリアルな高校生をテーマに焦点をあてている。

## 高校時代にHRに掲載されていた著名人
- きゃりーぱみゅぱみゅ - デビュー前の高校3年時に、表紙や特集などに多数掲載。
- 菅谷哲也 - スナップや表紙、レギュラーページなど。
- 堀井新太 - 高校三年生の時にスナップ掲載された。
- 朝倉由舞 - 高校二年生の時にスナップされ、特集掲載。
- 吉田菫 - 高校二年生の時から特集や表紙で活躍。
- 佐野ひなこ - 高校二年生の時から表紙や特集で活躍。

## 姉妹雑誌・グループ雑誌
- 東京グラフィティ
若者向けカルチャー雑誌。